# Distretto di Myōdō
Il distretto di Myōdō (名東郡, Myōdō-gun?) è uno dei distretti della prefettura di Tokushima, in Giappone.
Attualmente fa parte del distretto solo il comune di Sanagōchi.
| Controllo di autorità | VIAF (EN) 251763567 · NDL (EN, JA) 00397315 |